# Philip Johnston
Pour les articles homonymes, voir Johnston.
Philip Johnston (né le 14 septembre 1892 à Topeka et mort le 11 septembre 1978 à San Diego) est un militaire américain.
Il est à l'origine de l'idée d'utiliser la langue navajo pour les transmissions codées (code talker) dans le théâtre Pacifique de la Seconde Guerre mondiale. Vétéran de la Première Guerre mondiale, Johnston grandit dans une réserve navajo du fait qu'il était le fils d'un missionnaire envoyé chez les Navajos.